# His Brother's Wife
His Brother's Wife er en amerikansk stumfilm fra 1916 af Harley Knoles.

## Medvirkende
- Carlyle Blackwell som Howard Barton.
- Ethel Clayton som Helen Barton.
- Paul McAllister som Richard Barton.
- Charles K. Gerrard.